# FIVB Volleyball World League
FIVB Volleyball World League var en årliga volleybolltävling för herrlandslag arrangerad av FIVB. Den hade premiär 1990 och 2006 uppgick prispengarna till 20 miljoner amerikanska dollar, och fördelades mellan 16 lag från fem olika kontinenter. Den sista upplagan spelades 2017 varefter turneringen ersattes av Volleyball Nations League. Damernas hade en liknande turnering, FIVB World Grand Prix, med premiär 1993, även den ersattes av Volleyball Nations League.

## Resultat
| 1990 Detaljer | Osaka, Japan                              | Italien       | 3–0           | Nederländerna          | Brasilien              | 3–1           | Sovjet        | 8 / 4  |
| 1991 Detaljer | Milano, Italien                           | Italien       | 3–0           | Kuba                   | Sovjet                 | 3–1           | Nederländerna | 10 / 4 |
| 1992 Detaljer | Genua, Italien                            | Italien       | 3–1           | Kuba                   | USA                    | 3–1           | Nederländerna | 12 / 4 |
| 1993 Detaljer | São Paulo, São Paulo, Brasilien           | Brasilien     | 3–0           | Ryssland               | Italien                | 3–0           | Kuba          | 12 / 4 |
| 1994 Detaljer | Milano, Italien                           | Italien       | 3–0           | Kuba                   | Brasilien              | 3–2           | Bulgarien     | 12 / 6 |
| 1995 Detaljer | Rio de Janeiro, Rio de Janeiro, Brasilien | Italien       | 3–1           | Brasilien              | Kuba                   | 3–2           | Ryssland      | 12 / 6 |
| 1996 Detaljer | Rotterdam, Nederländerna                  | Nederländerna | 3–2           | Italien                | Ryssland               | 3–2           | Kuba          | 11 / 6 |
| 1997 Detaljer | Moskva, Ryssland                          | Italien       | 3–0           | Kuba                   | Ryssland               | 3–0           | Nederländerna | 12 / 6 |
| 1998 Detaljer | Milano, Italien                           | Kuba          | alla mot alla | Ryssland               | Nederländerna          | alla mot alla | Italien       | 12 / 4 |
| 1999 Detaljer | Mar del Plata, Buenos Aires, Argentina    | Italien       | 3–1           | Kuba                   | Brasilien              | 3–1           | Ryssland      | 12 / 6 |
| 2000 Detaljer | Rotterdam, Nederländerna                  | Italien       | 3–2           | Ryssland               | Brasilien              | 3–0           | Jugoslavien   | 12 / 6 |
| 2001 Detaljer | Katowice, Polen                           | Brasilien     | 3–0           | Italien                | Ryssland               | 3–0           | Jugoslavien   | 16 / 8 |
| 2002 Detaljer | Belo Horizonte, Minas Gerais, Brasilien   | Ryssland      | 3–1           | Brasilien              | Jugoslavien            | 3–1           | Italien       | 16 / 8 |
| 2003 Detaljer | Madrid, Spanien                           | Brasilien     | 3–2           | Serbien och Montenegro | Italien                | 3–1           | Tjeckien      | 16 / 8 |
| 2004 Detaljer | Rom, Italien                              | Brasilien     | 3–1           | Italien                | Serbien och Montenegro | 3–0           | Bulgarien     | 12 / 4 |
| 2005 Detaljer | Belgrad, Serbien, Serbien och Montenegro  | Brasilien     | 3–1           | Serbien och Montenegro | Kuba                   | 3–2           | Polen         | 12 / 4 |
| 2006 Detaljer | Moskva, Ryssland                          | Brasilien     | 3–2           | Frankrike              | Ryssland               | 3–0           | Bulgarien     | 16 / 6 |
| 2007 Detaljer | Katowice, Polen                           | Brasilien     | 3–1           | Ryssland               | USA                    | 3–1           | Polen         | 16 / 6 |
| 2008 Detaljer | Rio de Janeiro, Rio de Janeiro, Brasilien | USA           | 3–1           | Serbien                | Ryssland               | 3–1           | Brasilien     | 16 / 6 |
| 2009 Detaljer | Belgrad, Serbien                          | Brasilien     | 3–2           | Serbien                | Ryssland               | 3–0           | Kuba          | 16 / 6 |
| 2010 Detaljer | Córdoba, Córdoba, Argentina               | Brasilien     | 3–1           | Ryssland               | Serbien                | 3–2           | Kuba          | 16 / 6 |
| 2011 Detaljer | Gdańsk, Polen                             | Ryssland      | 3–2           | Brasilien              | Polen                  | 3–0           | Argentina     | 16 / 8 |
| 2012 Detaljer | Sofia, Bulgarien                          | Polen         | 3–0           | USA                    | Kuba                   | 3–2           | Bulgarien     | 16 / 6 |
| 2013 Detaljer | Mar del Plata, Buenos Aires, Argentina    | Ryssland      | 3–0           | Brasilien              | Italien                | 3–2           | Bulgarien     | 18 / 6 |
| 2014 Detaljer | Florens, Italien                          | USA           | 3–1           | Brasilien              | Italien                | 3–0           | Iran          | 28 / 6 |
| 2015 Detaljer | Rio de Janeiro, Brasilien                 | Frankrike     | 3–0           | Serbien                | USA                    | 3–0           | Polen         | 32 / 6 |
| 2016 Detaljer | Kraków, Polen                             | Serbien       | 3–0           | Brasilien              | Frankrike              | 3–0           | Italien       | 36 / 6 |
| 2017 Detaljer | Curitiba, Brasilien                       | Frankrike     | 3–2           | Brasilien              | Kanada                 | 3–1           | USA           | 36 / 6 |